# Mír (námořní loď)
Mír 1 byla obchodní loď pro přepravu kusových zásilek, vyrobená v jugoslávské loděnici v Pule. Financována byla Čínou, která nesměla provozovat svou námořní dopravu. Roku 1958 byla zařazena do flotily námořních lodí Československa a plavila se pod čs.vlajkou až do konce roku 1966, pak ji převzala Čínská lidová republika. Její posádku tvořilo 38 mužů. 

## Stavba a parametry lodě
Byla to první naše loď s tonáží přes 10 000 DWT, čímž se řadila mezi větší námořní lodě. Měla moderní, aerodynamický tvar a i proto byla často fotografována pro reklamu podniku České národní plavby. Loď byla dlouhá 148,4 m, široká 18,8 m, hrubá prostornost 9 312 BRT, nosnost 12 560 DWT, dokázala vyvinout rychlost 14,5 uzlu. Byla vybavena jedním vznětovým motorem se spotřebou 23 tun denně. Jako druhá naše loď (po Ostravě), měla klimatizační zařízení.  V roce 1959 ji od Čechofrachtu převzala nově vytvořená Česká námořní plavba.

## Historie provozu
Byla nasazena pro přepravu nákladů mezi přístavy Evropy a Dálného východu. V roce 1963 prodělala v japonské loděnici Hitachi plánovanou prohlídku spojenou s opravami. Během jedné z plaveb se dostala do těžkého monsunu, který ji způsobil poškození mezipalub v nákladovém prostoru.

## Vyřazení
Loď spolu s několika dalšími převzala od Československa Čínská lidová republika v rámci vyrovnání jejích předchozích investic v březnu 1967. Později jsme měli další loď pojmenovanou Mír, bylo tedy vžité pojmenování Mír 1 a Mír 2.

## Galerie

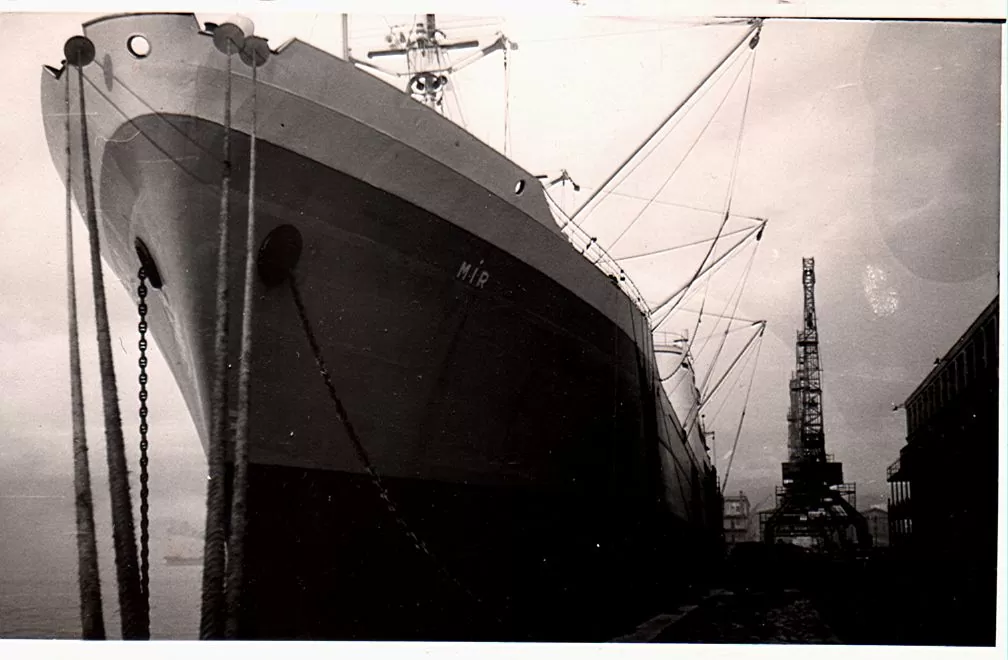
Trup lodi
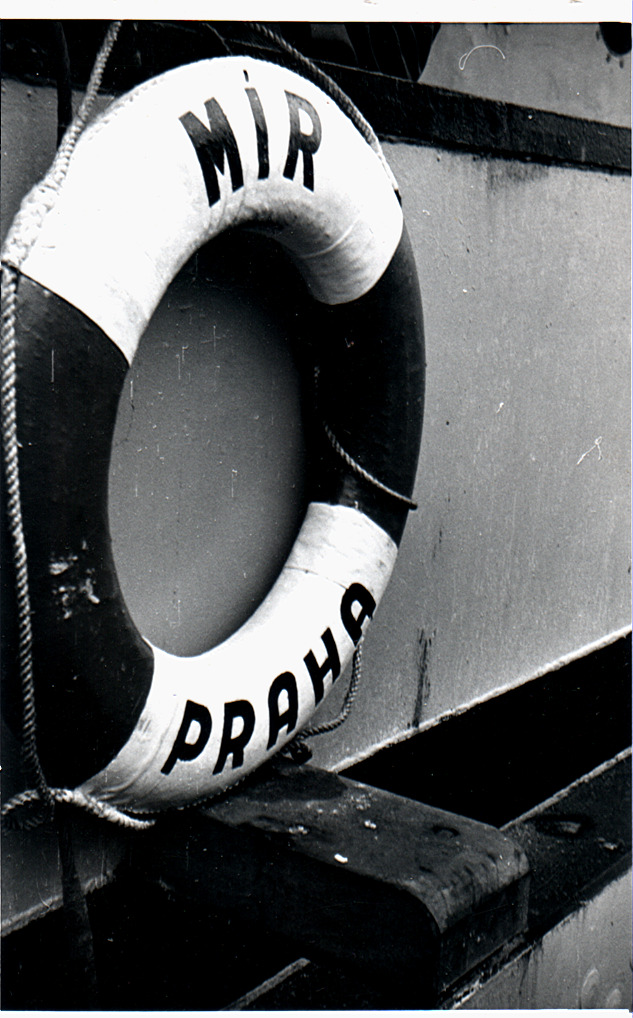
Záchranný kruh
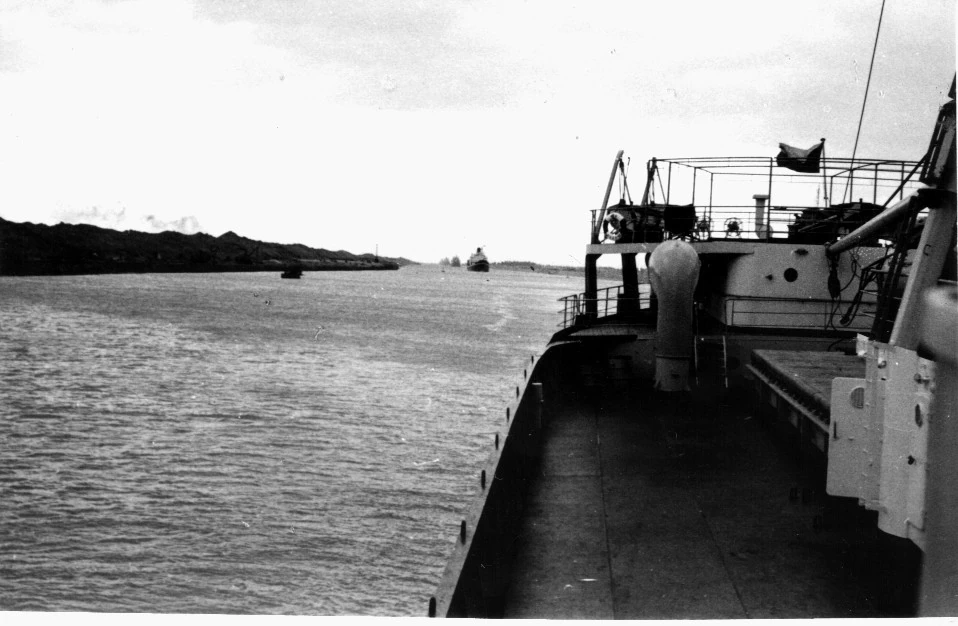
Pohled na záď
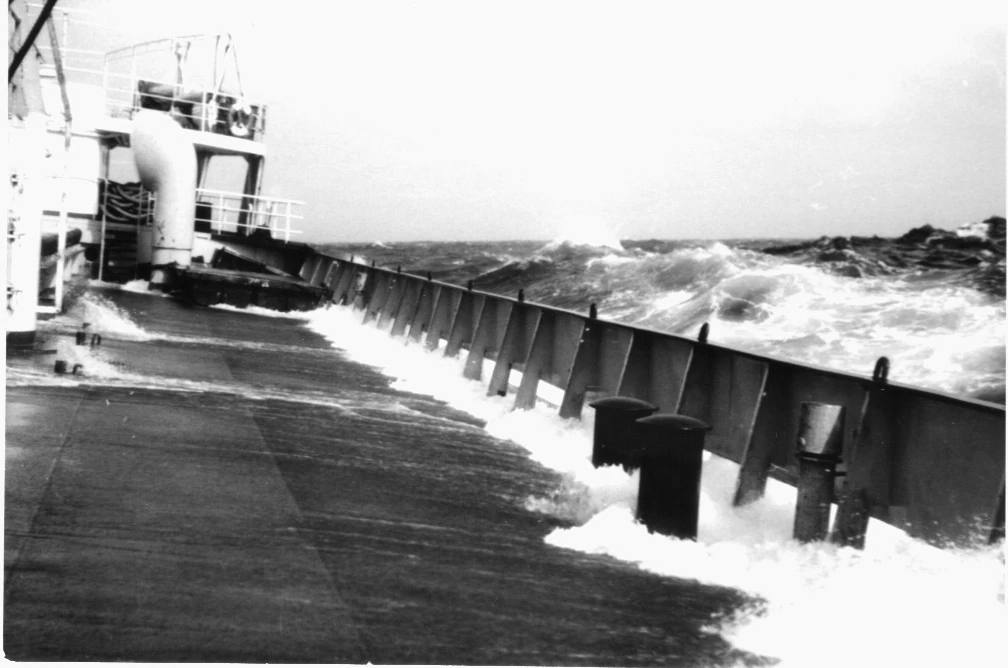
Pohled na palubu